# Ambrose Swasey
Ambrose Swasey (19 de diciembre de 1846 – 15 de junio de 1937) fue un ingeniero mecánico, inventor, empresario, astrónomo y filántropo estadounidense.  Junto con Worcester R. Warner cofundó la Warner & Swasey Company, empresa dedicada a la fabricación de máquinas herramienta de precisión e instrumental astronómico.

## Biografía
Swasey nació cerca de Exeter (Nuevo Hampshire), hijo de Nathaniel y Abigail Swasey. Fue aprendiz de mecánico en la Exeter Machine Works y posteriormente se empleó en la compañía Pratt & Whitney. Fue escalando puestos en la empresa, convirtiéndose en capataz de la sección de mecanizado de engranajes, y desarrolló una técnica novedosa para esta tarea. En 1880 fundó con Worcester Warner la empresa que lleva sus nombres, que trasladaron casi de inmediato a Cleveland (Ohio). Swasey se encargó de la ingeniería y del desarrollo de la maquinaria diseñada por la compañía.
Grandes amigos, Warner y Swasey construyeron sus casas muy cercanas, en la Avenida Euclides de Cleveland, una calle conocida como la "Fila de los Millonarios".
Además de los contratos para el arma de Artillería del Ejército Estadounidense, la empresa Warner & Swasey se hizo famosa por su trabajo en el equipamiento de observatorios astronómicos. Los fundadores estaban interesados en la astronomía vocacionalmente, especialmente en el campo de la mejora de los telescopios ópticos, inquietud que retomaron a través de su empresa. También se dieron cuenta de que obteniendo contratos para construir grandes observatorios astronómicos, conseguían una valiosa publicidad para su compañía.

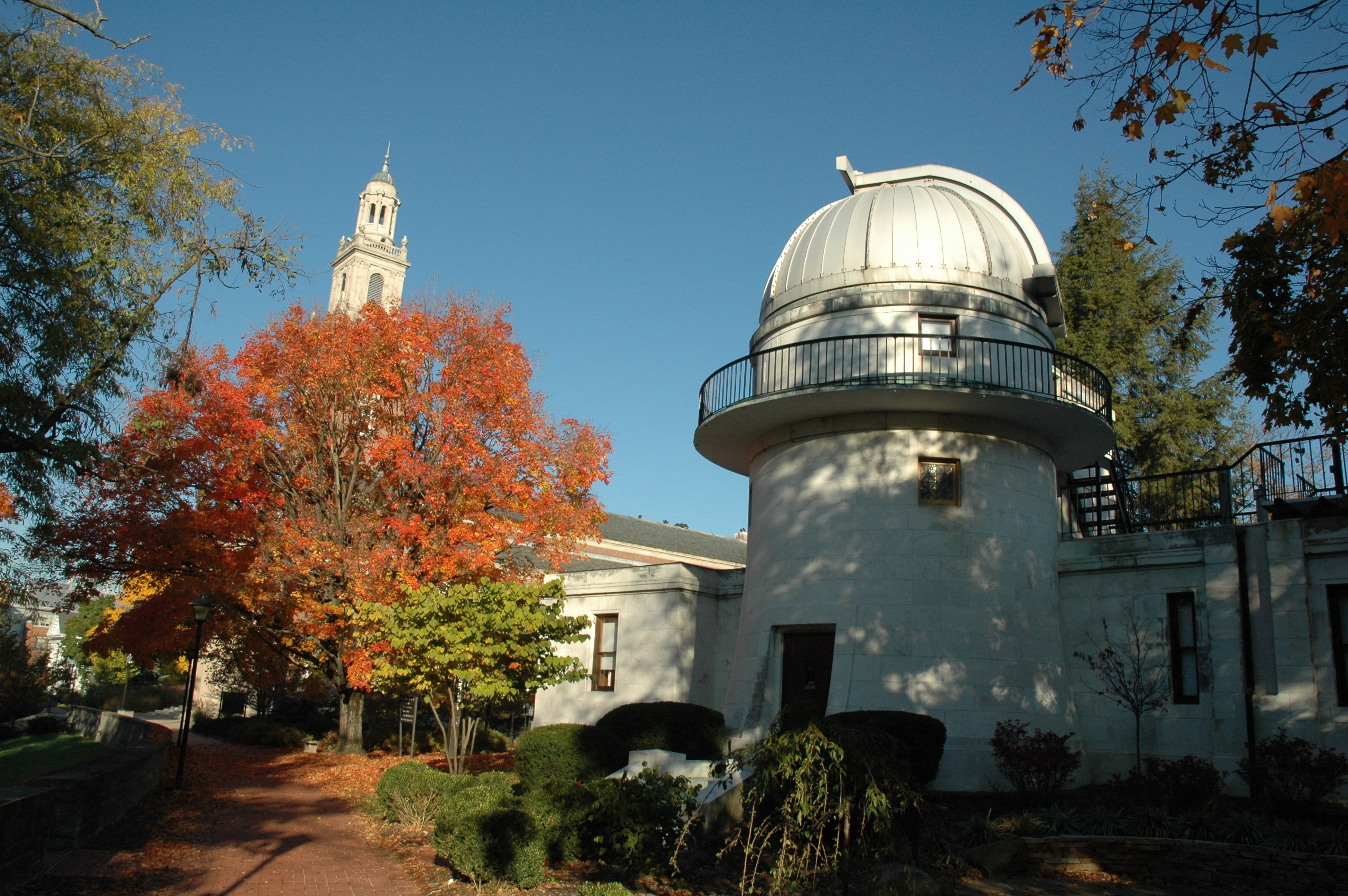
Observatorio Swasey en la Universidad Denison

En 1885 Swasey completó la obra del Observatorio Mc Cormick, incluyendo el domo de 45 pies (13,7 m) de diámetro, el más grande del mundo en su momento, con un diseño único dotado de tres portillos. En 1887 Swasey construyó la montura del telescopio refractor de 36 pulgadas del Observatorio Lick. En 1898 fabricó una máquina para mecanizar divisiones calibradas de precisión, encargada por el Observatorio Naval de los EE. UU. y que se utilizó para fabricar sus círculos meridianos. Tanto el edificio como el domo del Observatorio Astrofísico Dominion fueron construidos por Warner y Swasey Co. Otros telescopios y componentes fueron suministrados por la compañía para el Observatorio Kenwood, el Observatorio Yerkes, el Observatorio Nacional Argentino, el Observatorio Swasey en la Universidad Denison, y para el Observatorio del Instituto Case.
En 1904 y 1905 presidió la Sociedad Estadounidense de Ingenieros Mecánicos.

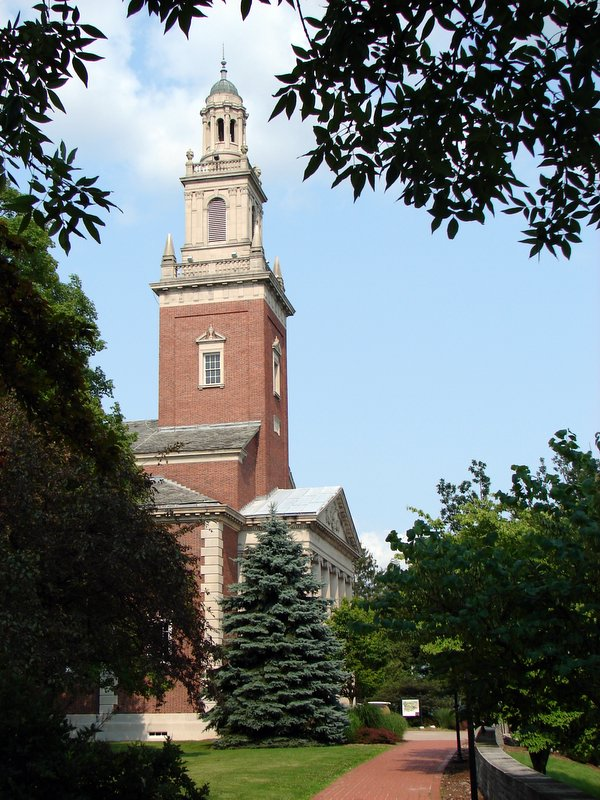
Capilla Swasey en la Universidad Denison

## Legado
Warner y Swasey eran astrónomos aficionados. En 1920 hicieron una donación a la junta de la Universidad Case para financiar la construcción de un observatorio, que se denominaría Observatorio Warner y Swasey en su honor. Esta instalación sigue siendo utilizada en labores de investigación por el departamento de astronomía de la Universidad Case.
Otras donaciones de Swasey incluyen la Capilla Swasey en la Universidad Denison en Granville, Ohio (1924), un quiosco de música en Exeter diseñado por el arquitecto Henry Bacon  (1916), una biblioteca para el Colgate Rochester Divinity School, y la dotación de una cátedra para un profesor de física en la Escuela Case de Ciencias Aplicadas. La sonería de la capilla fue parte de una ofrenda conmemorativa por su mujer, Lavinia Marston Swasey.
Swasey murió en Exeter y está enterrado en el cementerio de la ciudad. La Compañía Warner & Swasey que cofundó, continuaría su actividad hasta 1980, cuando fue adquirida por la Bendix Corporation.

## Reconocimientos y honores
- El cráter lunar Swasey lleva este nombre en su memoria.[4]
- El asteroide (992) Swasey también conmemora su nombre.[5]
- En la Universidad Case, la cátedra "Profesor de Física Ambrose Swasey" recibió este nombre en reconocimiento a su fundador (Lawrence M. Krauss fue nombrado para este puesto en 1993).
- En 1932 recibió la Medalla Franklin.
- En 1933 se le concedió la Medalla ASME.
- En 1936 se le otorgó la Medalla Hoover.
- Swasey fue miembro del Consejo de Investigación Nacional de los Estados Unidos.[6]
- En 1982 Swasey fue incluido en el Salón de la Fama de la Máquina Herramienta del Museo de Precisión Americano.[7]